# 阿部達郎
阿部 達郎（あべ たつろう、1973年8月9日 - ）は、俳優およびダンサー。千葉県千葉市出身。アメリカで「日本人のマイケル・ジャクソン」と呼ばれ、「マイケル・T・エイブ」の愛称で俳優として活動。